# Aitor Buñuel
Aitor Buñuel Redrado (ur. 10 lutego 1998 w Tafalli) – hiszpański piłkarz występujący na pozycji obrońcy w Osasunie.